# Рак картоплі
Рак карто́плі лат. Synchytrium endobioticum (Schilbersky) Percival, збудником якого є гриб Synchytrium endobioticum, уражує з культурних рослин тільки картоплю.
Найхарактерніша ознака захворювання — утворення наростів на бульбах, столонах, кореневій шийці, рідше на стеблі, листках і квітках. Корені ніколи не уражуються. Нарости, що утворюються під землею — білого кольору, на надземних частинах рослин — зелені. Наприкінці вегетації картоплі нарости темніють та загнивають. На заражених бульбах ракові утворення розвиваються і в сховищах, якщо урожай вирощений на зараженій ділянці.
В основному у 2005 році зменшення площ зараження раком картоплі пройшло у Вінницькій, Івано-Франківській, Київській, Львівській, Хмельницькій, Чернівецькій областях на 365,02 га. На 1.01.2006 року рак картоплі зареєстровано в таких областях: Вінницька, Волинська, Донецька, Житомирська, Закарпатська, Івано-Франківська, Київська, Львівська, Рівненська, Сумська, Тернопільська, Хмельницька, Чернівецька, Чернігівська на загальній площі 8 307,164 га. Зменшення площ зараження стало можливим за рахунок впровадження ракостійких сортів картоплі, відведення земельних угідь під забудови та вирощування зернових на полях, де раніше були виявлені вогнища хвороби.
Розповсюдження раку картоплі в природних умовах дуже повільне. Найчастіше рак картоплі поширюється із зараженими бульбами або бульбами стійких сортів, що мають на своїй поверхні часточки зараженого ґрунту, з іншим рослинним матеріалом, вирощеним на зараженій ділянці. Знаряддя обробітку ґрунту, гній та тара також можуть стати причиною появи нового вогнища.

## Карантинні заходи
- забороняється ввезення насіннєвого матеріалу картоплі із заражених районів країни, де зареєстровано рак картоплі;
- при ввезенні імпортних партій картоплі проводиться ретельний догляд з обов'язком проведенням лабораторної експертизи;
- для вчасного виявлення хвороби проводяться обстеження посадок картоплі з обов'язковим відбором ґрунтових зразків.

## Агротехнічні заходи
- у зоні ураження раком картоплі знищуються уражені посадки картоплі радикальним методом з негайним спалюванням викопаних рослин та дезинфекцією засобів та інвентаря.
- дотримання сівозміни, знищення рослинних решток та бур'янів, вирощування стійких сортів до раку картоплі. Основний метод контролю хвороби — ротація, чистий пар, а також внесення органічних добрив та глибока оранка.